# Piero Borgi
Piero Borgi o Borghi (Venezia, 1424 – 1484 o 1491) è stato un matematico italiano della Repubblica di Venezia.
È ricordato soprattutto per un trattato di matematica mercantile dal titolo Arithmetica, che ebbe grande diffusione in Italia e influenzò la stesura di opere successive della stessa tipologia, come L'uso pratico dell'aritmetica di Oberto Cantone.

## Opere
- Aritmetica mercantile, Stampito in Veniexia, Ioannes Leoviler, 1488.